# Zăzulenii Noi, Ungheni
Zăzulenii Noi este un sat din componența comunei Agronomovca din raionul Ungheni, Republica Moldova.